# Балмер, Джек
Джек Ба́лмер (англ. Jack Balmer; 6 февраля 1916 года в пригороде Ливерпуля Вест Дерби — 25 декабря 1984) — английский футболист, нападающий «Ливерпуля».

## Жизнь и карьера
Родившийся в пригороде Ливерпуля Джек Балмер начал свою карьеру футболиста, играя в качестве любителя за «Collegiate Old Boys» и «Эвертон», за который в своё время выступали его дяди (Билл и Боб играли за Синих в начале XX века, а дядя Джек играл на Гудисон Парк как любитель). Первый профессиональный контракт он подписал 23 августа 1935 года с «Ливерпулем», куда его пригласил менеджер команды Джордж Паттерсон. Дебют 19-летнего футболиста состоялся 21 сентября на Элланд Роуд, где Красные уступили «Лидсу» со счётом 0:1. Первый гол Джек забил 7 декабря того же года на 81 минуте матча против «Престона», благодаря этому удару «Ливерпуль» победил 2:1.
Отличавшийся прекрасной техникой и футбольный чутьём Балмер быстро стал одним из основных нападающих клуба, выступая на позициях инсайда и центр-форварда. Карьера Джека, как и многих других, была прервана Второй мировой войной, возможно, именно эти годы должны были стать «золотыми» в его карьере. Как бы то ни было, после окончании войны он продолжил забивать так, как будто ничего не произошло. После возобновления футбольного первенства в 1946 году в у Джека появился новый партнёр, которым стал перешедший из «Ньюкасла» Альберт Стаббинс, оба этих футболиста закончили сезон с одинаковым показателем в 24 забитых мяча и привели «Ливерпуль» к первому послевоенному титулу чемпиона Англии. Кстати, выиграть трофей Красные смогли впервые за 24 года.
В том сезоне Джеку покорилось достижение, которое, возможно, никогда не будет покорено, когда он сделал хет-трик из хет-триков. Первые три мяча он забил «Портсмуту» 9 ноября 1946 на «Энфилде» (3:0), неделю спустя он забил все четыре мяча в ворота «Дерби» в выездном матче, закончившемся победой «Ливерпуля» со счётом 4:1. 23 ноября в домашнем поединке против «Арсенала» Балмер забил ещё три гола, и «Ливерпуль» победил 4:2. Всего же в семи подряд матчах Джек сумел отличиться 15 раз.
В промежутке между 1935 и 1952 годом он провёл 312 матчей и забил 111 мячей, всего одного гола не хватило ему, чтобы покорить планку в 100 забитых голов в чемпионате Англии.

## Достижения
- Чемпион Первого дивизиона: 1946/47